# 临沂第三中学
临沂第三中学，（英语：Linyi No.3 High School，简称临沂三中）是山东省临沂市兰山区的一所全日制公立高中。成立于1971年，现有一个高中部共计三个年级。曾获得山东省省级规范化学校、临沂市首批教学示范学校等称号。

## 校园
临沂三中有两栋主教学楼，多栋宿舍楼，设有实验室、语音室、微机室、多媒体教室、多功能学术报告厅、天文观测台、图书室和阅览室等专业教室。

## 校友
- 市级高考状元、高考明星：臧凤敏（清华大学）、张洪亮（北京大学）、李振东（南京大学）、王玉环（复旦大学）等
- 魏晓斌，知名歌手、演员、制作人，临沂三中2008年毕业生，现任香港东亚魏氏国际集团有限公司董事长。
- 管其仕，中国女子橄榄球队队长，在2014年仁川亚运会女子橄榄球冠军。